# جوش ديفيز (لاعب كرة قاعدة)
جوش ديفيز (بالإنجليزية: Josh Davies)‏ هو لاعب كرة قاعدة أسترالي، ولد في 12 سبتمبر 1985 في بنديجو في أستراليا.

## وصلات خارجية
- جوش ديفيز على موقع دوري كرة القاعدة الرئيسي (الإنجليزية)
- جوش ديفيز على موقع دوري أستراليا لكرة القاعدة (الإنجليزية)
- جوش ديفيز على موقعبيزبول رفرنس.كوم (الدوري الثانوي) (الإنجليزية)